# Kensleylana briani
Kensleylana briani är en kräftdjursart som beskrevs av Bruce och Herrando-Perez 2005. Kensleylana briani ingår i släktet Kensleylana och familjen Cirolanidae. Inga underarter finns listade i Catalogue of Life.